# 존 업다이크

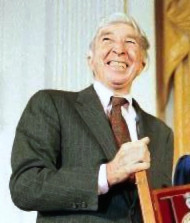
존 업다이크

존 호이어 업다이크(영어: John Hoyer Updike, 1932년 3월 18일 ~ 2009년 1월 27일)는 미국의 시인·소설가이다. 10대부터 소설을 쓰기 시작하여 하버드 대학 재학 시절에는 이미 서너 편의 장편을 썼다. 졸업 후 화가가 되겠다는 생각으로 옥스퍼드에 진학했다가 귀국 후 잡지 《뉴요커》의 편집을 맡으면서 계속 작품을 발표했다. 권태와 고독에 가득 찬 도회생활 속에 반복되는 인간의 잡다한 행동에 아무런 충족감을 느끼지 못하는 젊은이를 그리고 있다. 무엇을 할 것인지, 어디로 갈 것인지를 모르는 자들은 죽음의 입맞춤을 뿌리면서 헤매는 피에로에 지나지 않는다. 이런 처량한 현대인을 다루는 업다이크는 섬세한 인내로써 이를 형상화하고 보편화한다.
1959년에 나온 처녀작 《구빈원(救貧院)의 축제날》(1959)은 미국 예술원상을 받았다. 그 후 <똑같은 문>(1959), <반수인(半獸人)>(1964), <달려라 토끼>(1960), <비둘기의 날개>(1962), <음악학교>(1966), <농장에서>(1965) 등을 발표했다. 1970년 국제 펜클럽 대회 때 한국을 방문하였다. <일요일들의 달>(1975)과 성(性)과 하늘이 내려준 보다 높은 의미와의 관계에서 허덕이는 남과 여의 사고와 행동을 벗겨 낸 <나를 즐겁게 해주오>(1976) 등의 문제작을 계속 발표했다.